# Celestino Vietti
Celestino Vietti Ramus (Cirié, provincia de Turín, Italia, 13 de octubre de 2001) es un piloto de motociclismo italiano que participa en el Campeonato Mundial de Moto2 con el equipo Speed Up Racing.

## Biografía
Celestino Vietti debutó en el mundial en el Gran Premio de Japón reemplazando a Nicolò Bulega quien se lesionó en un accidente doméstico. En su primer gran premio clasificó 24.º y terminó la carrera en la 14.º posición, sumando sus primeros puntos en el mundial en su primera carrera, volvió a reemplazar a Bulega nuevamente en Australia, donde clasificó 21.º y en una gran carrera terminó tercero detrás de Albert Arenas y Fabio Di Giannantonio logrando su primer podio en su segunda carrera mundialista.
En 2020, Vietti es compañero de Andrea Migno en el Sky Racing Team VR46 de Moto3.

## Resultados

### FIM CEV Moto3 Junior World Championship
(Carreras en negrita indica pole position, carreras en cursiva indica vuelta rápida)
| Temp. | 1       | 2       | 3       | 4       | 5      | 6      | 7       | 8      | 9      | 10      | 11      | 12      | Pos. | Pts. |
| ----- | ------- | ------- | ------- | ------- | ------ | ------ | ------- | ------ | ------ | ------- | ------- | ------- | ---- | ---- |
| 2016  | VAL     | VAL     | LMS     | ARA     | CAT    | CAT    | ALB     | ALG    | JER    | JER     | VAL 9   | VAL 14  | 25.º | 9    |
| 2017  | ALB DNQ | LMS 30  | CAT 11  | CAT 10  | VAL 13 | VAL 15 | EST Ret | JER 35 | JER 21 | ARA Ret | VAL Ret | VAL Ret | 25.º | 15   |
| 2018  | EST     | VAL Ret | VAL Ret | LMS Ret | CAT 13 | CAT 2  | ARA 5   | JER    | JER    | ALB 29  | VAL     | VAL     | 15.º | 34   |

### Campeonato del Mundo de Motociclismo
Sistema de puntuación de 1993 hasta 2022:
| Posición | 1.º | 2.º | 3.º | 4.º | 5.º | 6.º | 7.º | 8.º | 9.º | 10.º | 11.º | 12.º | 13.º | 14.º | 15.º |
| Puntos   | 25  | 20  | 16  | 13  | 11  | 10  | 9   | 8   | 7   | 6    | 5    | 4    | 3    | 2    | 1    |

Sistema de puntuación desde 2023 en adelante:
| Posición       | 1.º | 2.º | 3.º | 4.º | 5.º | 6.º | 7.º | 8.º | 9.º | 10.º | 11.º | 12.º | 13.º | 14.º | 15.º |
| Puntos         | 25  | 20  | 16  | 13  | 11  | 10  | 9   | 8   | 7   | 6    | 5    | 4    | 3    | 2    | 1    |
| Carrera sprint | 12  | 9   | 7   | 6   | 5   | 4   | 3   | 2   | 1   |      |      |      |      |      |      |

#### Por categoría
| Cat.  | Temp.         | 1.er GP       | 1.er Podio     | 1.ª Victoria  | Carreras | Victorias | Podios | Poles | V.Ráp. | Pts. | CM |
| ----- | ------------- | ------------- | -------------- | ------------- | -------- | --------- | ------ | ----- | ------ | ---- | -- |
| Moto3 | 2018–2020     | Japón 2018    | Australia 2018 | Estiria 2020  | 38       | 2         | 8      | 1     | 2      | 305  | 0  |
| Moto2 | 2021–presente | Catar 2021    | Catar 2022     | Catar 2022    | 71       | 7         | 11     | 7     | 8      | 535  | 0  |
| Total | 2018-presente | 2018-presente | 2018-presente  | 2018-presente | 109      | 9         | 19     | 8     | 10     | 840  | 0  |

#### Por temporada
| Temp. | Cat.  | Moto       | Equipo                  | Carreras | Victorias | Podios | Poles | V.Rap | Pts. | Pos. |
| ----- | ----- | ---------- | ----------------------- | -------- | --------- | ------ | ----- | ----- | ---- | ---- |
| 2018  | Moto3 | KTM        | Sky Racing Team VR46    | 4        | 0         | 1      | 0     | 0     | 24   | 25.º |
| 2019  | Moto3 | KTM        | Sky Racing Team VR46    | 19       | 0         | 3      | 1     | 1     | 135  | 6.º  |
| 2020  | Moto3 | KTM        | Sky Racing Team VR46    | 15       | 2         | 4      | 0     | 1     | 146  | 5.º  |
| 2021  | Moto2 | Kalex      | Sky Racing Team VR46    | 18       | 0         | 0      | 0     | 0     | 89   | 12.º |
| 2022  | Moto2 | Kalex      | Mooney VR46 Racing Team | 20       | 3         | 5      | 3     | 4     | 165  | 7.º  |
| 2023  | Moto2 | Kalex      | Fantic Racing           | 17       | 1         | 2      | 2     | 1     | 116  | 10.º |
| 2024  | Moto2 | Kalex      | Red Bull KTM Ajo        | 16       | 3         | 4      | 2     | 3     | 165  | 7.º  |
| 2025  | Moto2 | Boscoscuro | Speed Up Racing         |          |           |        |       |       | *    | *    |
| Total | Total | Total      | Total                   | 109      | 9         | 19     | 8     | 10    | 840  |      |

- * Temporada en curso.

#### Carreras por año
| Año  | Cat.  | Moto       | 1      | 2      | 3       | 4       | 5       | 6       | 7       | 8       | 9       | 10      | 11     | 12     | 13      | 14      | 15      | 16      | 17      | 18      | 19      | 20      | 21  | 22  | Pos. | Pts. |
| ---- | ----- | ---------- | ------ | ------ | ------- | ------- | ------- | ------- | ------- | ------- | ------- | ------- | ------ | ------ | ------- | ------- | ------- | ------- | ------- | ------- | ------- | ------- | --- | --- | ---- | ---- |
| 2018 | Moto3 | KTM        | QAT    | ARG    | AME     | SPA     | FRA     | ITA     | CAT     | NED     | GER     | CZE     | AUT    | GBR    | RSM     | ARA     | THA     | JPN 14  | AUS 3   | MAL Ret | VAL 10  |         |     |     | 25.º | 24   |
| 2019 | Moto3 | KTM        | QAT 5  | ARG 14 | AME 9   | SPA 3   | FRA 7   | ITA 9   | CAT 3   | NED Ret | GER Ret | CZE 19  | AUT 4  | GBR 9  | RSM Ret | ARA 14  | THA 6   | JPN 3   | AUS Ret | MAL 5   | VAL 8   |         |     |     | 6.º  | 135  |
| 2020 | Moto3 | KTM        | QAT 28 | SPA 5  | AND 3   | CZE 13  | AUT 5   | EST 1   | RSM Ret | ERM 2   | CAT 8   | FRA 1   | ARA 9  | TER 5  | EUR 23  | VAL 24  | POR 7   |         |         |         |         |         |     |     | 5.º  | 146  |
| 2021 | Moto2 | Kalex      | QAT 12 | DOH 7  | POR Ret | SPA 18  | FRA 19  | ITA 16  | CAT 14  | GER 15  | NED 10  | EST 6   | AUT 6  | GBR 12 | ARA 15  | RSM 10  | AME Ret | ERM 4   | ALG 6   | VAL 4   |         |         |     |     | 12.º | 89   |
| 2022 | Moto2 | Kalex      | QAT 1  | INA 2  | ARG 1   | AME Ret | POR 2   | SPA 6   | FRA 8   | ITA Ret | CAT 1   | GER Ret | NED 4  | GBR 6  | AUT Ret | RSM Ret | ARA 10  | JPN Ret | THA 10  | AUS Ret | MAL Ret | VAL Ret |     |     | 7.º  | 165  |
| 2023 | Moto2 | Kalex      | POR 11 | ARG 13 | AME 9   | SPA Ret | FRA 4   | ITA 5   | GER 10  | NED 10  | GBR 12  | AUT 1   | CAT 10 | RSM 2  | IND DNS | JPN     | INA     | AUS Ret | THA Ret | MAL Ret | QAT 6   | VAL Ret |     |     | 10.º | 116  |
| 2024 | Moto2 | Kalex      | QAT 9  | POR 7  | AME 10  | SPA 9   | FRA INJ | CAT Ret | ITA 7   | NED 10  | GER 5   | GBR 3   | AUT 1  | ARA 10 | RSM Ret | ERM 1   | INA 12  | JPN 7   | AUS WD  | THA INJ | MAL 1   | SLD Ret |     |     | 7.º  | 165  |
| 2025 | Moto2 | Boscoscuro | THA 26 | ARG 3  | AME 20  | QAT 7   | SPA 7   | FRA 8   | GBR 6   | ARA 18  | ITA 5   | NED 11  | GER 5  | CZE 5  | AUT 3   | HUN     | CAT     | RSM     | JPN     | INA     | AUS     | MAL     | POR | VAL | 6.º  | 106  |

| Color     | Resultado                                                               |
| --------- | ----------------------------------------------------------------------- |
| Oro       | Ganador                                                                 |
| Plata     | 2.ª plaza                                                               |
| Bronce    | 3.ª plaza                                                               |
| Verde     | Finalizó en los puntos                                                  |
| Azul      | Finalizó sin puntos                                                     |
| Azul      | NC - No clasificado                                                     |
| Violeta   | Ret - No terminó (Carrera)                                              |
| Rojo      | DNQ - No se clasificó                                                   |
| Negro     | DSQ - Descalificado                                                     |
| Blanco    | DNS - No empezó (carrera)                                               |
| Blanco    | WD - Retirado (fin de semana)                                           |
| Blanco    | C - Carrera cancelada                                                   |
| Sin color | DNP - Inscrito pero no participó                                        |
| Sin color | INJ - Lesionado                                                         |
| Sin color | EX - Excluido                                                           |
| Estado    | Resultado                                                               |
| Negrita   | Pole position                                                           |
| Cursiva   | Vuelta rápida                                                           |
| †         | Abandona, pero clasifica al completar el porcentaje requerido para ello |